# Chiesa di Santa Reparata (Atri)
La chiesa di Santa Reparata si trova ad Atri, nel centro storico, in fondo al marciapiede che costeggia il lato destro del Duomo ed è annessa a questa chiesa (infatti, oltre all'ingresso principale affacciato sul marciapiede, vi è uno secondario che permette il collegamento tra santa Reparata e il Duomo), ma è comunque una chiesa a sé stante. La parte destra è affacciata su Via Andrea De Litio, quella sinistra affaccia sul chiostro della Concattedrale.

## Storia
Essendo proprio "attaccata" al Duomo, molto probabilmente anche nella zona di Santa Reparata sorgevano prima le mura ciclopiche, poi il tempio di Ercole, poi la domus e infine le terme romane con le sottostanti cisterne, tutti edifici che vennero costruiti nell'area occupata oggi dal Duomo. Ma, mentre il Duomo ha restituito sotto le sue fondazioni resti di edifici (sicuramente le terme), sotto la chiesa di Santa Reparata non è mai stato trovato nulla, Fino al XIV secolo, in pratica, la zona dove fu poi costruita questa chiesa rimase "vuota". Intorno al 1350, si diffuse in Atri la devozione verso Santa Reparata di Cesarea di Palestina, anche se il culto non fu molto forte
Nel 1352 viene eletto vescovo dell'antica diocesi di Atri-Penne (sede ad Atri) un domenicano di Firenze, Marco Ardinghelli, che essendo fiorentino ben conosceva la santa, patrona di Firenze assieme a San Giovanni Battista. Il nuovo vescovo fece accrescere ancora di più la devozione di santa Reparata ad Atri e quando gli atriani incontrarono i fiorentini a Napoli il 25 maggio 1352 (in occasione dell'incoronazione del re di Napoli Luigi di Taranto) decisero di proclamare santa Reparata patrona della città. La chiesa fu eretta accanto alla Cattedrale, come ad equiparare l'importanza della nuova chiesa a quella del Duomo. Nel 1362 si decise anche il giorno della festa patronale, il Lunedì in Albis, e Atri è l'unica città dove la santa viene festeggiata 8 giorni dopo Pasqua e non l'8 ottobre(festa canonica della santa).
La ricostruzione, che distrusse completamente la chiesa medievale, fu forse dovuta al fatto che la chiesa era stata seriamente danneggiata dal terremoto del 1690, anche se nei documenti si dice che l'unico danno grave avuto ad Atri fu il crollo della chiesa di san Francesco. Molto più probabilmente fu solo un rinnovamento artistico. La nuova chiesa, a croce greca, in stile tardo barocco ma (soprattutto all'interno) con influssi neoclassici, fu progettata e costruita da Giovan Battista Gianni Durante gli ultimi restauri del Duomo (2003-2008), è stato anche restaurato il baldacchino ligneo, e tra la fine del 2006 e l'inizio del 2007 sono cominciati i lavori di restauro per tutta la chiesa.
Il Terremoto dell'Aquila del 2009 non ha provocato alcun danno alla chiesa, come anche agli altri monumenti di Atri, perfettamente agibili e visitabili.
Da dicembre 2009 la facciata della chiesa è stata liberata dalle impalcature, ripulita e con una copertura del tetto completamente nuova, mentre il restauro dell'interno è finito nel 2015.

## Descrizione

### Esterno

#### Facciata
La facciata, come tutto il resto della chiesa, è tipica del barocco lombardo, e mostra qualcosa che sembra precedere il neoclassicismo.
La facciata può essere divisa in tre parti: inferiore, centrale, superiore.
La parte inferiore presenta agli estremi 4 semicolonne con ricchi capitelli e soprattutto il portale. Il portale è sormontato da un timpano arrotondato che poggia su due mensoline rette da due colonne con ricchi capitelli: la lunetta accoglie una statua in pietra di santa Reparata (XIV secolo) che poggia su due leoni angioini e intorno ha un'iscrizione latina: Pietate resurgam Adria iam Reparate opibus. La santa è raffigurata sorridente, con il volto leggermente rivolto in alto, porta un ricco abito e con la destra regge la palma (di cui però è rimasto solo il ceppo) e con la sinistra un modellino della città di Atri (questo però aggiunto nel XVI secolo, basti vedere che il campanile del duomo ha la cuspide ottagonale, del 1502). Questa preziosa scultura non è stata però creata per questa chiesa (facendo così cadere in inganno alcuni studiosi che dicono sia l'unico elemento superstite della chiesa medievale), ma si trovava sul fronte di Porta Macelli, una delle sette porte di accesso di Atri: quando la porta fu demolita nel 1885 per problemi di viabilità, gli atriani salvarono i due stemmi presenti e questa statua staccandoli e collocando i primi due nel Municipio di Atri e collocando il terzo sulla facciata di Santa Reparata.
Nella parte centrale si trova, nel mezzo, il grande finestrone rettangolare con decorazioni barocche, che illumina l'interno della chiesa; ai lati 4 semicolonne con capitelli neoclassici.
La parte superiore, infine, presenta il ricco timpano, che dona un certo slancio alla facciata.

#### Il transetto
Il transetto affaccia a destra su Via De Litio, a sinistra invece affaccia sul chiostro del Duomo, andando a toccare il muro della navata sinistra del Duomo.

#### La cupola
La cupola ottagonale è una delle caratteristiche della chiesa e una delle opere meglio riuscite di Giovan Battista Gianni.  La cupola, costruita con mattoncini, presenta sugli otto i lati otto finestre. La lanterna presente in cima è invece tonda e presenta otto finestrelle: in cima alla lanterna, la palla con in cima la croce. La cupola di questa chiesa riscosse gran successo, divenendo modello per altre architetture di paesi vicini e nella stessa Atri fu replicata, alla fine del Settecento, per una masseria oggi trasformata in abitazione.

### Interno

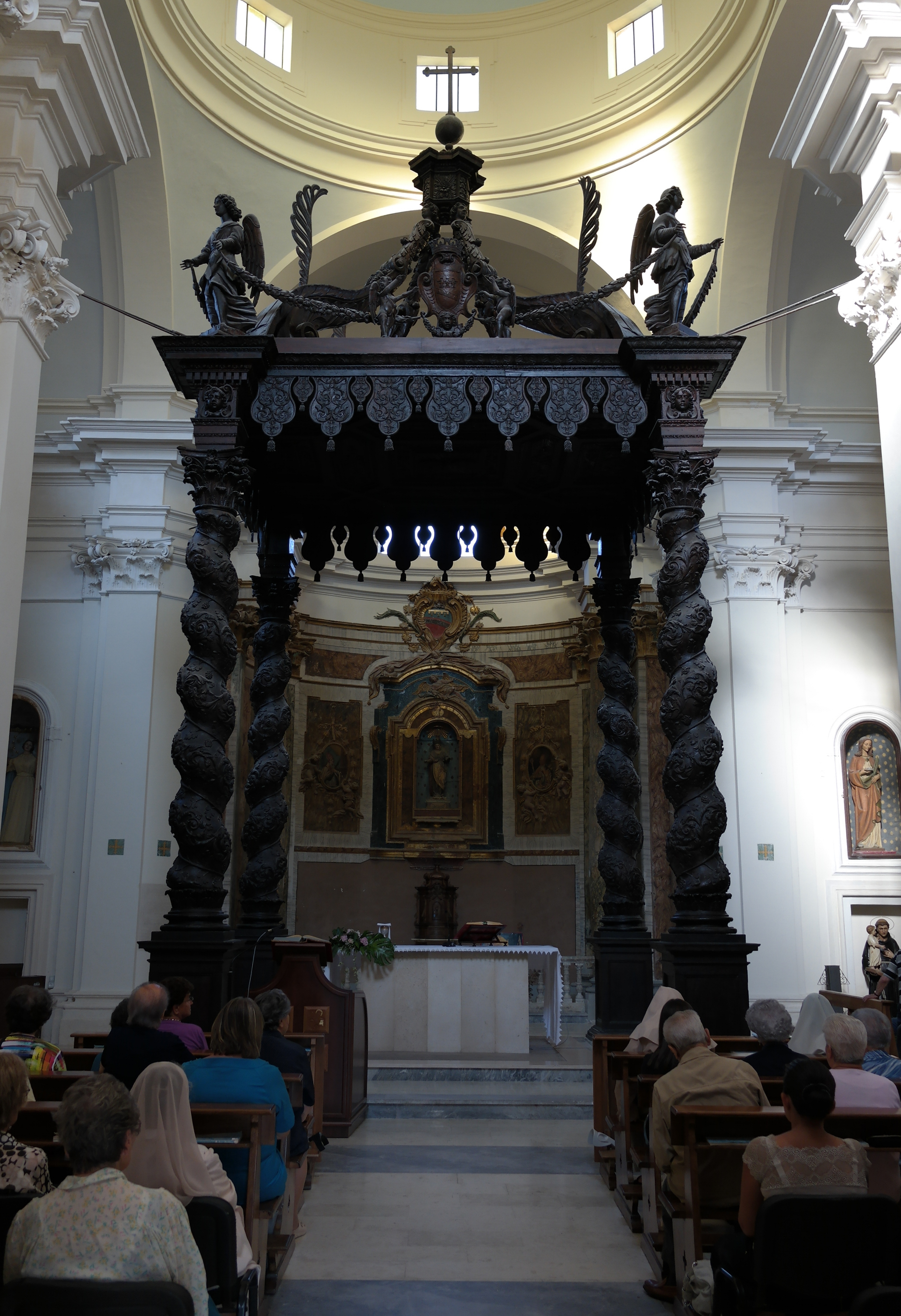
L'interno con l'imponente baldacchino

L'interno è a croce greca e nella struttura e nello stile ricorda le architetture settecentesche della Lombardia: basta guardare i capitelli delle colonne che non hanno riscontri nella regione.

#### Organo
In controfacciata, sulla cantoria, si trova un grande organo in legno dorato con circa 200 canne. Fu realizzato tra il 1761 e il 1765 da Adriano Fedri (Atri, 1719- 1797), il principale organaro abruzzese e tra i più apprezzati dell'Italia del Settecento.

#### Altari
Sono presenti alcuni altari barocchi, iniziati alla fine del XVII secolo ma conclusi solo nel secolo successivo: sono molto pregevoli e impreziositi da ricche tele del Seicento. Si ricordano quello dell'Immacolata Concezione e quello di San Rocco. Degno di nota è l'altare dell'Addolorata, in fondo al transetto destro, in cui sono presenti una pregevole statua della Vergine in cartapesta del XIX secolo e con una corona d'argento (va a sostituire una vestita oggi nella chiesa di San Francesco) e la scultura del Cristo morto, realizzata nel 1940: sono portate in processione il Venerdì Santo.

#### Il baldacchino
Al centro della chiesa, sotto la cupola, a coprire l'altare, si trova il famoso baldacchino in legno di noce. Realizzato in legno di noce, è opera di Carlo Riccioni detto, negli atti di consegna dell'opera, della Montagna di Roseto (1630 circa- Atri?, ?), il massimo scultore barocco dell'Abruzzo.
Pur provenendo da un paese di montagna da una famiglia non certo ricca, ebbe la possibilità di studiare a Roma da Gian Lorenzo Bernini e rimase affascinato dal suo Baldacchino di San Pietro: e infatti il baldacchino della chiesa di Santa Reparata di Atri è, seppur in forme ridotte, copia esatta del baldacchino della basilica vaticana. Vi sono però alcune modifiche: la croce in cima è decorata da raggi luminosi (che non sono presenti nel baldacchino di Bernini), inoltre sotto la croce è aggiunto lo stemma della città di Atri.
Commissionata dal capitolo del Duomo, l'opera tenne il Riccione impegnato per 13 anni (dal 1677 al 1690), ma appena conclusa l'opera fu smontata e collocata nel coro del Duomo di Atri. Durante i restauri del 1954-1964, visto che oscurava la vista degli affreschi del De Litio, il baldacchino ligneo fu smontato e ricollocato pezzo per pezzo nella sua posizione originaria in Santa Reparata.
Di Carlo Riccione sappiamo poco o nulla, e quasi tutte le informazioni si trovano nei documenti di Atri, dove si hanno sue testimonianze dal 1677 al 1692, e in alcuni viene considerato come naturalizzato hatriano (cogliendo in errore alcuni critici, ritenendolo originario di Atri).

#### Il presbiterio
Fu realizzato da artisti napoletani, sotto la supervisione di Giovan Battista Gianni e della sua équipe lombarda.

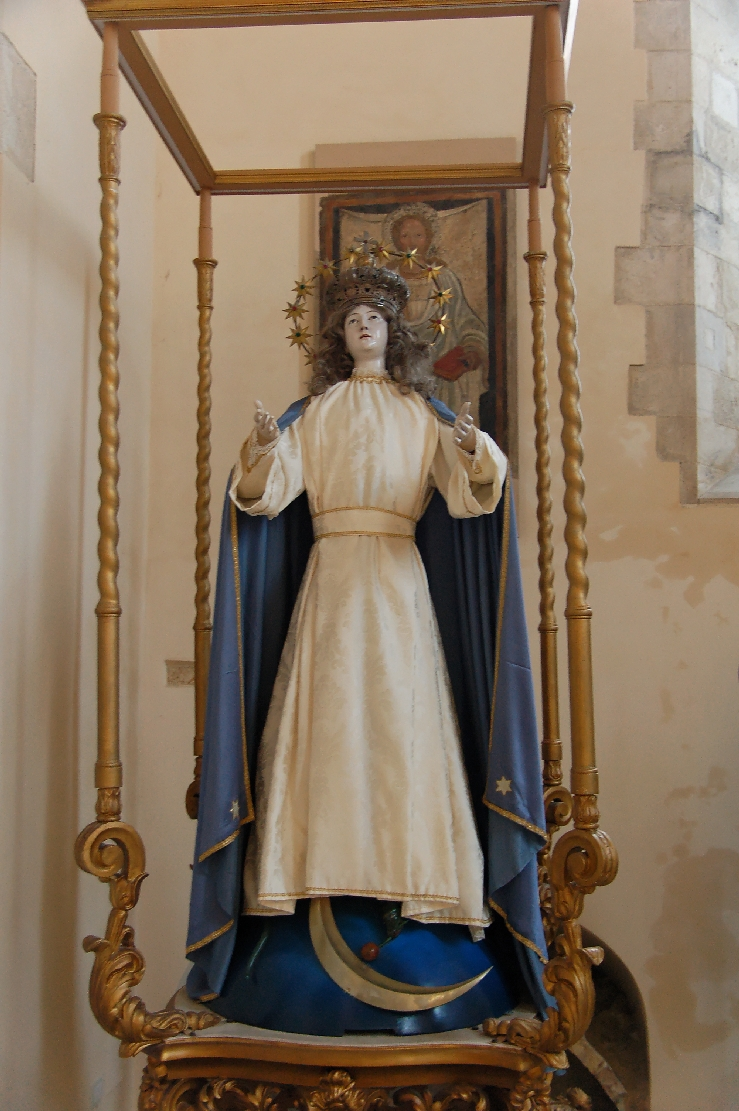
La statua dellImmacolata attualmente nel Duomo per i lavori di restauro della chiesa.

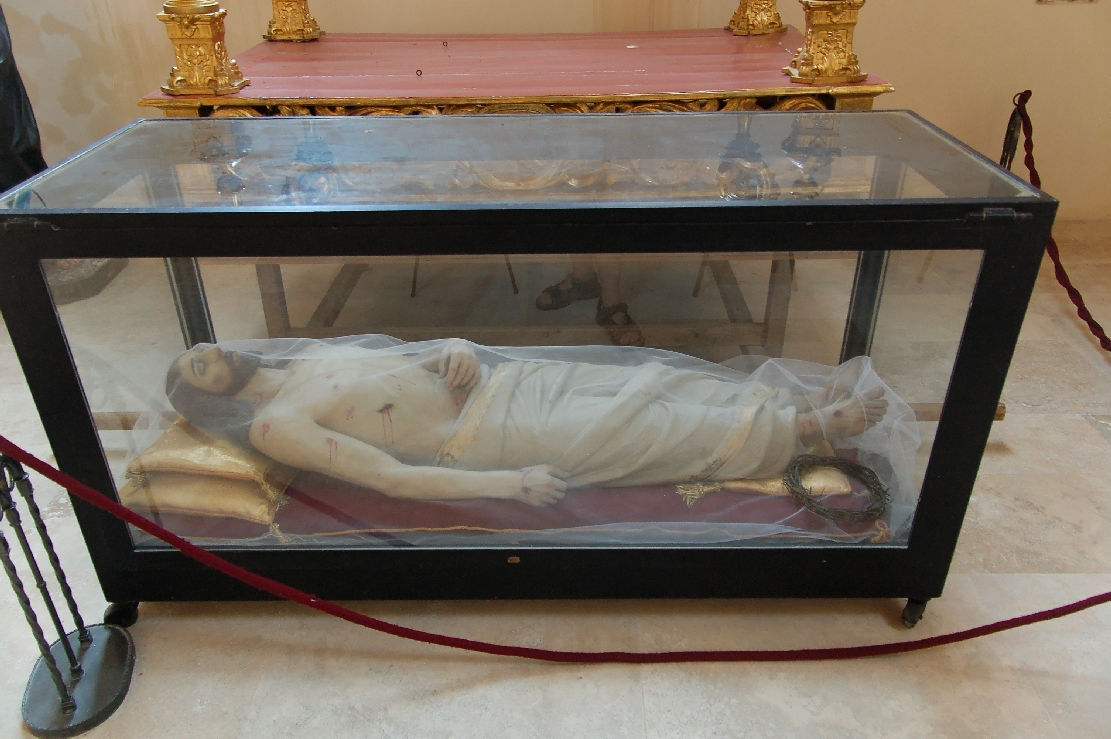
Il Cristo morto attualmente nel Duomo per i lavori di restauro in Santa Reparata.

Al centro del presbiterio si trova la statua lignea di Santa Reparata, di fine Settecento, con al di sopra un affresco raffigurante l'Assunzione di Maria. Sopra l'altare un candelabro in legno argentato (XIX secolo), che viene utilizzato durante i battesimi. Ai lati del presbiterio, due nicchie accolgono due pregevoli statue vestite: l'Assunta e l'Immacolata Concezione. La prima risale al XVIII secolo ed è di scuola napoletana; viene esposta nel duomo dal 6 al 22 agosto per i festeggiamenti dell'Assunta. La seconda (molto più alta dell'altra), invece, risale al XIX secolo ed è opera di uno scultore molisano attivo in Abruzzo (come i Falcucci ad Atessa): è esposta nel duomo dal 30 novembre all'8 dicembre per le feste dell'Immacolata e dall'8 al 15 settembre a ricordo dell'incoronazione solenne della statua che avvenne proprio l'8 settembre 1867.
Gli atriani fanno 'notare' come le due statue abbiano la prima i capelli "lisci", cioè scolpiti nel legno, mentre la seconda sia dotata di una ricca parrucca boccoluta. Caratteristica delle due statue è che il loro abbigliamento è quasi uguale: abito bianco e mantello celeste, tutto con ricami d'oro. Le due statue sono corredate da ricche portantine in legno dorato: per l'Assunta ce n'è una del XIX secolo, per l'Immacolata invece c'è un vero e proprio baldacchino (anch'esso ottocentesco) che solennizza ancora di più la maestosità della scultura.

#### Gli affreschi
Lungo il transetto vi sono alcuni affreschi riferibili ad ambito napoletano, del XVIII secolo: entro finti tondi dorati, figurano i busti di San Gabriele arcangelo, San Gaetano da Thiene, un santo vescovo, San Biagio, San Pasquale Baylon e San Luigi Gonzaga. Infine è da notare un altro affresco, anch'esso del Settecento, che raffigura lo stemma di Atri non con i colori attuali rosso-bianco-verde, ma rosso-bianco-blu. Ciò vuol dire che anticamente lo stemma municipale di Atri era leggermente diverso da quello attuale: il cambio di uno dei colori deve essere avvenuto dopo il 1861, come omaggio all'Italia unita.

#### La cancellata in ferro
Una cancellata in ferro battuto (XVIII secolo), in fondo al transetto sinistro, permette il collegamento tra il duomo e questa chiesa. È anche l'unico ingresso della chiesa sempre aperto, visto che il portone centrale apre poche volte per la festa patronale (Santa Reparata) il lunedì in Albis.